# Miguel Cortés y López
Miguel Cortés y López (Camarena de la Sierra, 16 de febrer de 1777 - València, 1854) fou un canonge, polígraf, polític i historiador aragonès, acadèmic de la Reial Acadèmia de la Història.
Ordenat sacerdot, exercí com a catedràtic del Seminari Tridentí de Terol i posteriorment en el de Sogorb. De reconeguda ideologia liberal, fou elegit diputat del regne d'Aragó a les Corts Espanyoles de 1820 i va jurar la constitució espanyola de 1812, raó per la qual fou jutjat pel Tribunal del Sant Ofici, tot i que fou absolt. Endemés, a la fi del Trienni Liberal (1823) va haver d'exiliar-se a Marsella. Uns anys més tard tornà i es va establir a Barcelona sota la protecció del consolat francès.
Fou elegit novament diputat per Terol a les Corts Espanyoles de 1835-36. Va donar suport a la reina Isabel II d'Espanya i el 1843 fou nomenat senador per Terol i en 1844 per Castelló de la Plana. El 1844 el van proposar com a bisbe de Mallorca, però hi va renunciar i fou nomenat xantre de la catedral de València, càrrec que va ocupar fins a la seva mort. El 1847 fou escollit acadèmic de la Reial Acadèmia de la Història.

## Obres
- Diccionario geográfico-histórico de la España antigua Tarraconense, Bética y Lusitana (1835-1836)
- Compendio de la vida del apóstol San Pablo (1849).
- Apiano de Alejandría, Las guerras ibéricas (traducció, 1836)